# Sotto tiro
Sotto tiro (Under Fire) è un film del 1983 diretto da Roger Spottiswoode.

## Trama
Russell Price è un affermato fotoreporter statunitense, vincitore di numerosi premi; è un uomo che realizza il suo lavoro in modo totalmente (e brillantemente) professionale e le sue fotografie sono uno specchio fedele della realtà che lui esegue senza alcun ideale. Egli è amico di una coppia, anch'essa americana, di giornalisti in crisi sentimentale: Alex e Claire, e tutti e tre vengono a trovarsi nel 1979 in Nicaragua dove il Fronte Sandinista di Liberazione Nazionale sta mettendo in crisi la dittatura di Anastasio Somoza (detto "Tacho"), dittatura che continua ininterrotta dal 1934.
La rivoluzione sembra essere lontana da Managua e Russell, poco interessato alla rivolta ma molto interessato a fotografare il comandante Rafael, capo dei guerriglieri sandinisti, comincia a raccogliere informazioni ed una sera, mentre si trova in un bar in compagnia dei suoi due amici è testimone di un assalto dei guerriglieri che finisce in una strage, segno evidente che la guerra civile è ormai diffusa in tutto il paese. Nel locale era presente anche Marcel Jazy, uno strano personaggio che si trovava in compagnia di miss Panama, amante del Presidente Somoza.
Il giorno dopo lui e Alex vengono avvicinati da Hub Kittle, egli si presenta come un "impiegato" nelle pubbliche relazioni per una società di New York ed il suo "cliente" è proprio il Presidente; poco dopo Russell viene arrestato ma immediatamente rilasciato, Claire lo aspetta fuori dalla caserma ed insieme si recano a casa di Marcel il quale confessa candidamente di essere una spia e che è stato lui ad "invitare" i militari a rilasciarlo; egli è a conoscenza dell'interesse di Russell a fotografare Rafael e gli indica una città (León) nei pressi della quale potrebbe trovarlo.
Russell e Claire partono alla volta di Leon ed una volta arrivati trovano la città in preda ai combattimenti e si aggregano ad un gruppo di guerriglieri: tra loro c'è Pedro, un giocatore di baseball che sfrutta la sua abilità di lanciatore con le granate ma, dopo un'azione alla quale hanno assistito, il giovane viene ucciso alle spalle da Oates, un mercenario che Russell conosce e che aveva incontrato poco tempo prima in Africa. Questo evento lo colpisce profondamente e sortisce l'effetto di indurlo a riflettere sulle ragioni della guerra civile.
Nella notte i due parlano dell'accaduto e di quanto le cose stiano cambiando, non solo nel loro modo di vedere gli avvenimenti che li circondano ma anche nei loro sentimenti tanto che scoprono di essersi innamorati. Una volta rientrati a Managua Alex scopre dalle fotografie di Russell che tra lui e Claire è nato qualcosa e decide di rientrare negli Stati Uniti e di accettare un'importante offerta di lavoro e pochi giorni dopo, durante un ricevimento, Somoza annuncia la morte di Rafael, avvenuta, a suo dire, nei pressi di Matagalpa.
Russell, che durante lo stesso ricevimento è stato nuovamente avvicinato da Hub, il quale velatamente gli fa intendere di lavorare per la CIA, riceve da Marcel la notizia che il presidente Jimmy Carter è preoccupato per quanto sta accadendo in Nicaragua e per questo ha deciso di bloccare le vitali forniture di armi per evitare che queste, nel caso in cui il governo dovesse essere sconfitto, cadano nelle mani degli insorti.
Insieme a Claire decide di partire alla volta di Matagalpa ed una volta arrivati si accorgono che anche in quella zona i guerriglieri stanno prendendo in mano la situazione ma accade un fatto imprevisto: Isabela, un'interprete conosciuta in albergo da Russell ed Alex che lavora per i sandinisti, gli offre la possibilità di incontrare Rafael ma una volta arrivati nel quartier generale dei ribelli scoprono che il capo è effettivamente morto ed essi chiedono a Russell di fotografarlo per fare credere, sia alla popolazione sia agli Stati Uniti, che Rafael è ancora vivo, questo al fine di continuare a tenere bloccate le armi che sono ancora in attesa di essere consegnate a Somoza.
Questa richiesta getta Russell in una profonda crisi ed in un altrettanto profondo dilemma: continuare ad essere "professionale" come lo è stato fino a quel momento, fotografando quindi il cadavere di Rafael, oppure fare ciò che i ribelli gli chiedono, ben sapendo che questo lo porterà per la prima volta nella sua vita a prendere una posizione; stesso dilemma si propone anche per Claire che deve decidere se riportare la verità o sostenere la tesi dei rivoluzionari.
Dopo una notte di riflessione entrambi decidono di fare quello che ritengono non professionale ma "giusto" e, dopo una mattinata passata a fotografare qualunque persona attiri la sua attenzione, Russell realizza la foto ed insieme rientrano nella capitale dove nel frattempo si è sparsa la voce che Rafael è vivo e la guerra continua con un rinnovato vigore; saputo dello scoop rientra dagli Stati Uniti anche Alex, con la prospettiva di intervistare Rafael, confidando che Russell, con cui ha uno scambio di spiegazioni in merito alla storia d'amore tra lui e Claire, riuscirà a farlo arrivare a lui.
Russell temporeggia sulla questione ma contemporaneamente fa un'amara scoperta: le persone che lui ha incontrato e fotografato durante il suo viaggio per incontrare Rafael stanno venendo uccise da Oates, accorgendosi in questo modo che Marcel lo ha usato per conoscere le persone che fiancheggiano i rivoluzionari e quindi eliminarle. Dopo questa rivelazione Russell e Claire decidono di rivelare ad Alex quanto hanno fatto ed il perché ed egli si trova di fronte al loro stesso dilemma ma alla fine anche lui decide di non rivelare la verità, non per idealismo ma solo per l'amicizia che lo lega a loro.
Il giorno dopo lui e Russell si avventurano per la città ormai in macerie alla ricerca di Marcel, dopo essersi persi vengono fermati ad un posto di blocco ed Alex viene ucciso dai soldati per addossarne la colpa ai rivoluzionari ma Russell riesce a fotografare quanto è accaduto ed è quindi soggetto ad una caccia all'uomo da cui riesce fortunosamente a salvarsi e, quando Claire riesce a trovarlo, arrivano insieme a casa di Marcel che, catturato da alcuni giovani guerriglieri che lo ritengono responsabile di avere fatto uccidere i loro genitori, viene a sua volta ucciso.
Claire e Russell si separano ma riescono a fare arrivare alle agenzie le foto dell'assassinio di Alex, portando quindi alla luce l'ultima disperata azione di Somoza, che poche ore dopo, con la città ormai in mano agli insorti, lascia la capitale per riparare, il 17 luglio 1979, negli Stati Uniti. I due si ritrovano e Russell, incontrato Oates durante i festeggiamenti, evita di denunciarlo e si allontana insieme a Claire mentre per le vie della città i sandinisti sfilano con in testa la bara di Rafael.

## Riconoscimenti
Premi Oscar
- 1984 - Candidatura alla miglior colonna sonora
- 1984 - David di Donatello
  - Miglior produttore straniero